# Jacob Maris
Jacobus-Hendrikus Maris (L'Aia, 25 agosto 1837 – Karlsbad, 7 agosto 1899) è stato un pittore olandese.

## Biografia

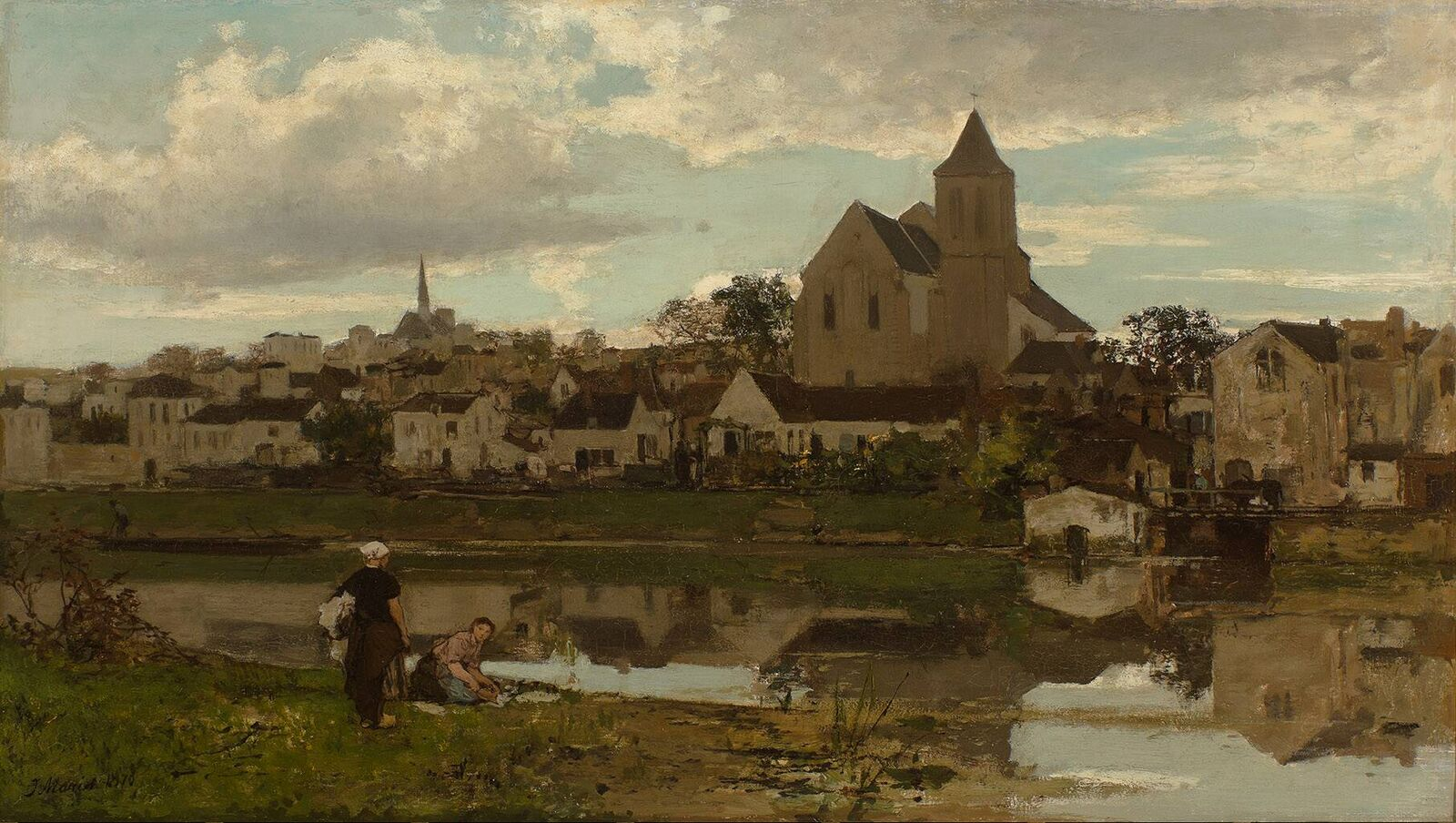
Veduta di Montigny-sur-Loing, Museo Boijmans Van Beuningen, Rotterdam.

Fu allievo dell'Accademia dell'Aia (1849-1850), poi di quella di Anversa (1853-1856). Lavorò inizialmente a Oosterbeek e all'Aia (1861-1865), poi soggiornò a lungo a Parigi (1865-1871), dove subì l'influsso dei paesaggisti della Scuola di Barbizon, in particolare di Jean-Baptiste Camille Corot, come si può notare nella sua Veduta di Montigny-sur-Loing, ora al Museo Boijmans Van Beuningen di Rotterdam.
Tornato all'Aia, accostò l'esperienza francese alla tradizione del paesaggio olandese, rustico ed urbano: un esempio è il suo Canale sotto la luna del 1882 al Rijksmuseum Amsterdam. Ha inoltre lasciato scene di genere, come la serie presente alla National Gallery di Londra. Anche il Louvre a Parigi conserva un paesaggio di Maris: si tratta della Città olandese sul bordo dell'acqua, realizzata nel 1883.
Verso i sessant'anni iniziò a soffrire d'asma, per cui, su consiglio dei dottori, fece cure termali a Karlsbad, dove morì improvvisamente il 7 agosto 1899. Fu sepolto all'Aia.
Anche i fratelli Matthijs e Willem furono affermati pittori, come pure il figlio Willem II. Jacob Maris è considerato il maggior esponente della Scuola dell'Aia e ha esercitato una forte influenza sulla pittura locale, pur avendo avuto un solo allievo: Willem de Zwart.